# 최준용 (농구 선수)
최준용(崔俊龍, 1994년 4월 4일 ~ )은 한국 프로농구 [부산KCC이지스]] 소속의 농구선수이며, 포지션은 포인트 포워드이며, 주특기는 3점슛과 어시스트 골밑슛이다.

## 사건 사고
2020년 12월 8일 생방송 도중 최준용이 자신의 SNS에 동료의 노출된 사진을 올렸다.농구팀 측에서는 '출장 금지'를 내렸다.

## 연세대학교 시절
2016시즌에는 4학년으로 팀의 주장을 맡았다. 한국프로농구 역사상 최고의 황금드래프트라 불린 2016년 신인드래프트에서 전체 2순위로 서울 SK 나이츠에 지명되었다.

## 서울 SK 나이츠 시절

### 2016-2017 시즌
2016-17시즌 모비스의 이종현이 부상으로 신인왕 조건을 충족하지 못하게 되어 강력한 신인왕후보로 급부상하였으나, 결국 신인왕은 전자랜드의 강상재가 받았다.

### 2017-2018 시즌
시즌 첫경기에서부터 주장이자 에이스인 김선형이 부상으로 아웃되면서 가드와 포워드 두 포지션을 모두 맡게 되었다. 시즌 초부터 주전선수로 뛰고 있다.

## 전주(부산) KCC 이지스 시절
2023년 5월 21일, 연봉 6억 계약 기간 5년으로 전주(부산) KCC 이지스로 이적하였다.

### 2023-2024 시즌
아마도 송교창 선수가 상무에서 전역할때까지 주전으로 뛸 가능성이 높다.

## 학력
- 회원초등학교 졸업
- 마산동중학교 졸업
- 경복고등학교 졸업
- 연세대학교 스포츠레저학과 졸업

## 수상내역
- 2013년 제3회 EABA 동아시아남자농구선수권대회 우승
- 2012년 제49회 춘계 전국중고농구연맹전 남고부 최우수상
- 2011년 제43회 대통령기 전국남녀고교농구대회 우수상
- 2021-2022 KGC인삼공사 정관장 프로농구 국내선수 MVP
- 2021-2022 KGC인삼공사 정관장 프로농구 베스트5
- 제18회 자카르타-팔렘방 아시안게임 농구 남자 5x5 동메달

## 경력
- 2015.09 제28회 FIBA 아시아 선수권 대회 국가대표
- 2015.07 제28회 광주 하계 유니버시아드 국가대표
- 2013.08 제27회 FIBA 아시아 선수권 대회 국가대표
- 2013 제11회 FIBA U19 세계남자농구선수권대회 국가대표
- 2013.05 제3회 EABA 동아시아남자농구선수권대회 국가대표